# Урманцева, Анна Юнировна
А́нна Юни́ровна Урма́нцева (род. в Москве) — российский журналист и телеведущая. Автор и ведущая программы «Мозговой штурм» телеканала «ТВ Центр». Ведущая рубрики «Популярная наука» и проекта «Научный понедельник» информационного агентства РИА Новости. В 2017 году работала руководителем отдела науки РИА Новости. C 2018 года по 2021 год работала руководителем отдела науки газеты «Известия». С 2022 года является заместителем главного редактора российского общественно-политического интернет-издания «Газета.Ru».

## Биография
Анна Урманцева родилась в Москве в семье учёных. Отец — Урманцев Юнир Абдуллович — доктор философских наук, кандидат биологических наук, создатель варианта Общей теории систем (ОТСУ). Мать — Урманцева Валентина Васильевна — молекулярный биолог.
В детстве Анна Урманцева была отдана в музыкальную школу и впоследствии окончила Училище при Московской консерватории, а потом и Московскую консерваторию им. П. И. Чайковского.
В конце 1990-х годов пришла работать на телевидение — в редакцию программы «Доброе утро, Россия!» (РТР). Потом работала в программах «Вести» (РТР), «Новости культуры» (канал «Культура»), «Утренний канал „Настроение“» («ТВ Центр»). Являлась ведущей рубрик «Рецензия», «Без настроения».
В 2012 году Урманцева стала автором и ведущей программы о науке и высоких технологиях «Мозговой штурм». Как пишущий журналист работала в газете «КоммерсантЪ», журналах The New Times (2008—2010), «Discovery», «Аргументы недели».

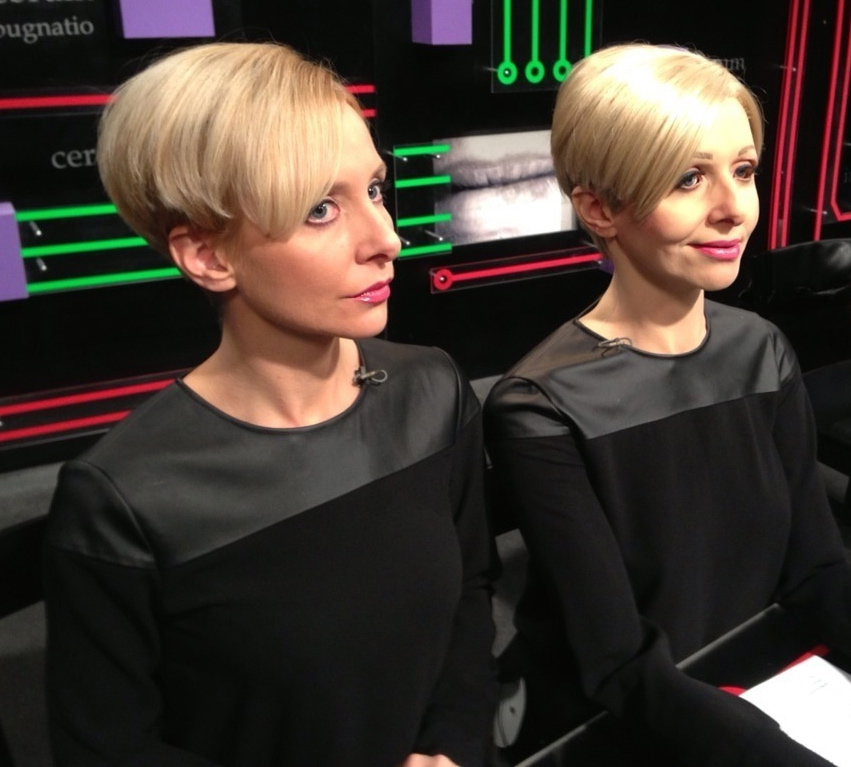
Первый российский робот-телеведущая

В 2013 году компанией «Нейроботикс» был создан робот-телеведущая Тума Урман, выполненный в виде копии Анны Урманцевой и, по замыслу создателей, предназначенный со временем заменить ведущую телепрограммы «Мозговой штурм».
Сама Урманцева выразила желание сделать телепрограмму, которую сможет полноценно вести робот.
В 2023 году в интервью проекту "Научная Россия" выступила с заявлением, что "развитие ценностей геев и лесбиянок" "ведет планету к вымиранию".

## Публикации
Анна Урманцева. Мозговой штурм. Избранные дискуссии. — М.: СВР-Медиапроекты, 2013. — 336 с. — 1000 экз. — ISBN 978-5-905667-26-8.
Георгий Малинецкий. Предисловие к книге: Мозговой штурм. Избранные дискуссии. Нанотехнологическое общество России».

## Награды и премии
- 2006 — Победитель конкурса «Русский язык в электронных СМИ» в номинации «Слово корреспондента» («Дядя Гиляй»)[5][6].
- 2012 — Победитель Всероссийского конкурса СМИ «PRO Образование 2012» в номинации «Лучший материал о развитии современной российской науки»[7].
- 2013 — Лауреат международного конкурса деловой журналистики PRESSЗВАНИЕ в номинации «Уважение коллег»[8].
- 2013 — Победитель Всероссийского конкурса СМИ «PRO Образование 2013» в номинации «Российские кластеры: лучший материал, посвящённый развитию современных форм взаимодействия системы подготовки кадров, научного и производственного сектора»[9].

### Научные понедельники с Анной Урманцевой
- Душевное равновесие человека: что знает медицина, что думает общество? (РИА Новости, 02 Сентября 2013)
- Цифровое кино: с плёнкой покончено? Что дальше? (РИА Новости, 09 Сентября 2013)
- Донорство человеческих органов: дар или жертва? (РИА Новости, 30 Сентября 2013)
- Что происходит с человеком в космосе? (РИА Новости, 07 Октября 2013)
- Современная наука создаёт невозможное или посягает на божественный замысел? (РИА Новости, 11 Ноября 2013 2013)
- Можно ли из обезьяны вырастить человека? (РИА Новости, 18 Октября 2013)
- Гении, определившие развитие человечества — кто они? (РИА Новости, 09 Декабря 2013)
- Риски и катастрофы третьего тысячелетия. (РИА Новости, 16 Декабря 2013)

### Интервью
- Ольга Зайцева. Анна Урманцева: Психологи считают жадность эффективным средством для самосовершенствования. Общероссийская еженедельная газета «Наша Версия» (4 июня 2012). Дата обращения: 27 марта 2014.
- Михаил Линьков. Анна Урманцева: О синхрофазотроне рассказывать легче, чем о Первом концерте Чайковского. Общероссийская еженедельная газета «Собеседник» (29 декабря 2012). Дата обращения: 27 марта 2014.
- Телеведущая Анна Урманцева призвала журналистов закрытых городов рассказывать о науке интересно. (недоступная ссылка — история). Томский информационный центр по атомной энергии» (30 сентября 2013). Дата обращения: 27 марта 2014.
- Мозговой штурм.Идей хватит на много томов. Общенациональная социально-аналитическая газета «Аргументы Недели» (24 октября 2013). Дата обращения: 27 марта 2014.
- Анна Ревоненко. Анна Урманцева: «Она может всё!» Медиалента «ВШЭ» (26 декабря 2013). Дата обращения: 27 марта 2014. Архивировано из оригинала 4 марта 2016 года.
- Сергей Беднов. Анна Урманцева: Кто-то считает, что РАН - это «беги» по-английски. ОБЩЕСТВЕННО-ПОЛИТИЧЕСКОЕ ИЗДАНИЕ «ТРУД» (5 сентября 2013). Дата обращения: 27 марта 2014.
- Георгий Малинецкий. Аргументы для оптимистов. Общенациональная социально-аналитическая газета «Аргументы Недели» (6 февраля 2014). Дата обращения: 27 марта 2014.
- Бехтина, Наталья Павловна. Ток-шоу "От первого лица" Программа, заслуживающая доверия. «Радио России» (12 февраля 2014). Дата обращения: 27 марта 2014.